# Castanheira do Vouga
Castanheira do Vouga va ser una freguesia portuguesa del municipi d'Águeda, amb una superfície de 29,72 km² i 639 habitants (2011). La seva densitat de població era de 21,5 habitants/km².
Durant la reforma administrativa nacional de 2013, va ser fusionada amb les feguesies de Belazaima do Chão i Agadão per donar lloc a la nova freguesia de Belazaima do Chão, Castanheira do Vouga e Agadão.